# نيكولاي إيلييف
نيكولاي إيلييف (بالبلغارية: Николай Илиев)‏ مواليد 31 مارس 1964 في صوفيا، هو لاعب كرة قدم بلغاري دولي سابق كان يلعب كمدافع. اعتزل اللعب عام 1995 مع نادي رين. سبق له أن لعب في كأس العالم لكرة القدم مع منتخب بلاده. بدأ مسيرته الرياضية عام 1982 مع ليفسكي صوفيا. لعب خلال مسيرته 239 مباراة سجل خلالها 32 هدفاً.

## روابط خارجية
- نيكولاي إيلييف على موقع الاتحاد الدولي (مؤرشف)  (الإنجليزية)
- نيكولاي إيلييف على موقع الاتحاد الأوربي (الإنجليزية)
- نيكولاي إيلييف على موقع قاعدة بيانات كرة القدم.إي يو (الإنجليزية)
- نيكولاي إيلييف على موقع ناشيونال فوتبول تيمز (الإنجليزية)
- نيكولاي إيلييف على موقع عالم كرة القدم.نت (الإنجليزية)